# Karl Engel (Musiker)
Karl Dietrich Leonhard Engel (* 21. Februar 1824 in Oldenburg; † Anfang Februar 1913 in Adlershof bei Berlin) war ein deutscher Musiker und als Privatgelehrter ein bedeutender Kenner und Sammler von Faust-Literatur.

## Leben
Karl Engel erhielt eine Ausbildung als Geiger und kam 1843 als Solist und Vorgeiger zur Kapelle des Fürsten Narischkin im Gouvernement Rjasan. Vier Jahre später wurde er Mitglied der Kaiserlich-Russischen Kapelle in der Hauptstadt Sankt Petersburg.
Nachdem er 1856 in Petersburg die Aufführung eines Werkes über die Faust sehr ähnliche polnische Sagengestalt Pan Twardowski, außerdem ein Faust-Puppenspiel und dann 1856/57 Klingemanns Drama Faust in russischer Sprache gesehen hatte, interessierte sich Engel zunehmend für die Figur des Faust. Nach seiner Pensionierung 1860 kehrte Engel mit dem Titel eines Kaiserlich-Russischen Konzertmeisters nach Oldenburg zurück, wo er mit Unterbrechungen bis 1869 lebte. In Oldenburg knüpfte er dann Verbindungen mit Puppenspielern an, erwarb Originalspielbücher oder schrieb sie ab. 1865 und 1867 veranstaltete er szenische Aufführungen des Faust-Puppenspiels, bei denen Mitglieder des Oldenburger Künstlervereins sich nach Art der Marionetten bewegen mussten. Ende 1869 siedelte Engel nach Dresden über. Von 1904 bis zu seinem Tod Anfang Februar 1913 lebte er bei seinem Sohn Leopold in Berlin-Adlershof.
Zwischen 1874 und 1879 und dann wieder von 1890 bis 1892 veröffentlichte Engel unter dem Reihentitel Deutschen Puppenkomödien eine Folge von insgesamt zwölf Monographien zum Puppentheater. 1874 veröffentlichte er die erste Ausgabe seiner Bibliotheca Faustiana. Die Literatur der Faustsage von 1510 bis Mitte 1873, in der er systematisch und chronologisch alle ihm bekannten und mit der Faustsage literarischen Veröffentlichungen sammelte. Die zweite, 1885 erschienene Ausgabe führte diese Bibliographie dann bis 1884 weiter. 1877 gab Engel einen Neudruck von Paul Weidmanns allegorischem Faust-Drama aus dem Jahr 1775 heraus, dem ersten deutschen Kunstdrama des Fauststoffes. Ein Hinweis auf Lessing als den vermeintlichen Verfasser dieses Dramas führte zu zahlreichen, zum Teil polemischen Besprechungen, besonders durch den Heidelberger Philosophen Kuno Fischer. 1882 erschien in zweiter Auflage Volksschauspiel Doctor Johann Faust mit einer Einleitung über die geschichtliche Gestalt und einer umfassenden Bühnengeschichte. 1887 gab Engel zum dreihundertjährigen Jubiläum des ältesten Faust-Buches die Schrift Das dreihundertjährige erste Faustbuch vom Jahre 1587 heraus. Auch das einhundertjährige Jubiläum der Uraufführung von Mozarts Don Juan im gleichen Jahre führte zu einer größeren bibliographischen Arbeit. Nebenbei referierte Engel in Zeitschriften fortlaufend über Neuerscheinungen zum Faust-Thema.